# Narodowy katolicyzm
Narodowy katolicyzm – doktryna polityczna łącząca nacjonalizm z przyznaniem religii katolickiej statusu wyznania państwowego, na którym będzie oparty ustrój państwa. W Polsce idee narodowo-katolickie pojawiły się na przełomie lat 20. i 30. XX wieku, kiedy to młodzi narodowcy zaczęli głosić konieczność budowy „Katolickiego Państwa Narodu Polskiego”. Popularna jako nacionalcatolicismo w Hiszpanii epoki Francisco Franco, a także w Chorwacji za panowania Ante Pavelića.

Idea ta wzbudza zastrzeżenia pod kątem wewnętrznej spójności logicznej: nacjonalizm jest siłą rzeczy pojęciem ekskluzywnym, wykluczającym, a katolicyzm (etym. powszechny) jest pojęciem inkluzywnym. Kościół katolicki nigdy nie autoryzował partii posiadających w nazwie pierwiastek katolicki swoim autorytetem. Tym niemniej Kościół katolicki idei tej nie potępiał, starając się ją jednak kierować na "odpowiednie" – bliższe katolicyzmowi tory. Papież Pius XI przestrzegał przed niebezpieczeństwami nacjonalizmu: 

Jeśliby zaś wybujały patriotyzm i przesadny nacjonalizm (choć uporządkowana miłość chrześcijańska, nie tylko nie potępia przywiązania do narodu, przeciwnie zasadami swymi uświęca je i ożywia), jeśliby tego rodzaju nieumiarkowana miłość siebie i miłość swoich wkradła się we wzajemne sprawy i stosunki narodów, nie byłoby już takiego bezprawia, którego by uniewinnić nie można. Ten sam bowiem czyn, który by według powszechnego sądu, prywatnemu człowiekowi poczytano za występny, uchodziłby za dobry i pochwały godzien, gdyby był popełniony z miłości ojczyzny.

Pomimo tego wielu przedstawicieli liberalnego skrzydła w Kościele katolickim również krytykuje narodowy katolicyzm i dziś Kościół stara się raczej dystansować od tej idei, argumentując m.in., że z przykazania miłości „Miłuj bliźniego swego, jak siebie samego”, oraz listów św. Pawła (Gal 3:28, Kol 3:11) można wywnioskować podobne wezwanie do miłowania narodów bliźnich. Jednocześnie zwolennicy narodowego katolicyzmu argumentują, że z przykazania „Czcij ojca swego i matkę swoją” można też wywnioskować, że specjalna, większa część miłości należy się w stosunku do własnego narodu niż do narodów innych.